# Daniel Sikorski
Daniel Sikorski (Waidhofen an der Thaya, 2 novembre 1987) è un ex calciatore austriaco di origini polacche, di ruolo attaccante.

## Palmarès

### Club

#### Competizioni nazionali
- Campionato tedesco: 1

Bayern Monaco: 2009-2010
- Coppa di Germania: 1

Bayern Monaco: 2009-2010
- Campionato cipriota: 1

Arīs Limassol: 2022-2023